# Monty Python's Flying Circus
Monty Python's Flying Circus (en español: El circo volador de los Monty Python) es una serie de televisión británica creada y protagonizada por el grupo de humoristas Monty Python y consta de 4 temporadas, con un total de 45 capítulos. Esta se basaba en sketches breves que en muchas ocasiones incluían una importante carga de crítica social, y la mayoría de las obras rozaban el absurdo total. El primer episodio fue emitido el 5 de octubre de 1969 por la BBC y la serie siguió en antena hasta 1974, habiendo sido reemitida en multitud de ocasiones en diferentes países.  Actualmente se puede ver en plataformas de streaming como Netflix. Una adaptación cinematográfica de varios sketches, And Now for Something Completely Different, se estrenó en 1971.
La serie destaca por su uso del situaciones absurdas, mezclado con humor subido de tono y cargado de insinuaciones, gags de la vista y sketches de observación sin remates de chistes. Los segmentos de acción en vivo se interrumpían con animaciones de Gilliam, que a menudo se fusionaban con la acción en vivo para formar segues. El formato general utilizado para la serie seguía y elaboraba el estilo utilizado por Spike Milligan en su innovadora serie Q..., en lugar del formato tradicional de programa de sketches. Los Python interpretan ellos mismos la mayoría de los personajes de la serie, junto con miembros de reparto como Carol Cleveland (a la que el equipo se refiere como la "Séptima Python" no oficial), Connie Booth (la primera esposa de Cleese), el productor de la serie Ian MacNaughton, Ian Davidson, el músico Neil Innes, y Fred Tomlinson y los Fred Tomlinson Singers para los números musicales.
El programa surgió cuando los seis Python, tras conocerse en la universidad y en varios programas de radio y televisión en la década de 1960, trataron de hacer un nuevo programa de comedia de sketches diferente a todo lo que había en la televisión británica de la época. Gran parte del humor de los distintos episodios y sketches de la serie se centra en la idiosincrasia de la Vida británica, especialmente la de los profesionales, así como en aspectos de la política. Su comedia es a menudo marcadamente intelectual, con numerosas referencias eruditas a filósofos y figuras literarias y sus obras. El equipo pretendía que su humor fuera imposible de clasificar, y lo consiguió (aunque, desde su punto de vista, fracasó) de forma tan completa que se inventó el adjetivo "Pythonesque" para definirlo y, posteriormente, material similar. Sin embargo, su humor no siempre fue considerado apropiado para la televisión por la BBC, lo que llevó a cierta censura durante la tercera serie. Cleese dejó el programa después de esa serie, y los Python restantes completaron una cuarta serie acortada antes de poner fin al programa.
El programa se hizo muy popular en el Reino Unido y, tras fracasar inicialmente en su intento de atraer a la audiencia en Estados Unidos, ganó popularidad en este país después de que las emisoras miembros de la PBS (Public Broadcasting Service) comenzaran a emitirlo en 1974. El éxito a ambos lados del Atlántico llevó a los Python a realizar giras en directo y a crear tres películas adicionales, mientras que cada uno de los Python prosperaba en su carrera en solitario. El circo volador de los Monty Python se ha convertido en una obra influyente en la comedia y en la cultura popular actual.

## Antecedentes
Monty Python's Flying Circus es un programa de comedia de sketches, aunque no se adhiere a ningún formato regular. Los sketches incluyen escenas de acción en directo interpretadas por Graham Chapman, John Cleese, Eric Idle, Terry Jones, Michael Palin y Terry Gilliam, junto con animaciones creadas por Gilliam, utilizadas a menudo como enlaces o intermedios entre las escenas. Durante las tres primeras series, Cleese aparecía vestido de esmoquin e introducía el programa con la frase «Y ahora, algo completamente diferente». Después, un hombre de pelo largo (llamado It's man) interpretado por Michael Palin corría hacia la cámara y decía «It's...», con lo que empezaba el programa propiamente dicho. El tema introductorio del programa, que variaba con cada serie, también se basaba en las animaciones de Gilliam y se acompañaba de una interpretación de la marcha «The Liberty Bell» de John Philip Sousa, interpretada por la Band of the Grenadier Guards. La marcha se publicó por primera vez en 1893; Gilliam la eligió como tema del espectáculo porque había pasado al dominio público según los términos del Convenio de Berna y la Ley de derechos de autor de Estados Unidos, por lo que podía utilizarse sin pago de derechos de autor.

### Título
El título Monty Python's Flying Circus se debió en parte a la reputación del grupo en la BBC. Michael Mills, Jefe de Comedia de la BBC, quería que su nombre incluyera la palabra «circo» porque la BBC se refería a los seis miembros que deambulaban por el edificio como un circo, en concreto, «Baron Von Took's Circus», en honor a Barry Took, que los había llevado a la BBC. El grupo añadió «volador» para que sonara menos como un circo real y más como algo de la Primera Guerra Mundial. El grupo estaba ideando su nombre en un momento en el que la canción de 1966 de The Royal Guardsmen, Snoopy vs. the Red Baron, había estado en auge. Manfred von Richthofen, el as alemán de la Primera Guerra Mundial conocido como el Barón Rojo, comandaba el escuadrón de cazas Jagdgeschwader 1 conocido como «El Circo Volador»..
Las palabras «Monty Python» se añadieron porque afirmaban que sonaba como un agente teatral realmente malo, el tipo de persona que los habría reunido, con John Cleese sugiriendo «Python» como algo viscoso y baboso, y Eric Idle sugiriendo «Monty». Más tarde explicaron que el nombre Monty «nos hizo reír porque Monty para nosotros significa Lord Montgomery, nuestro gran general de la Segunda Guerra Mundial». La BBC había rechazado algunos otros nombres propuestos por el grupo, entre ellos Whither Canada?; The Nose Show; ¡Ay! Es Colin Plint!; Un caballo, una cuchara y una palangana; El momento elevador del sapo y Tiempo de estiramiento del búho. Varios de estos títulos se utilizaron posteriormente para episodios individuales.

### Personajes recurrentes
Los capítulos de la serie no seguían una historia lineal y coherente, sino que se componía simplemente de sketches. Pese a ello, había varios personajes que se repetían.
- Arthur Pewtey (Palin), un hombre extremadamente aburrido y socialmente inepto. Suele aparecer como una figura de autoridad, la cual es una parodia de la clase alta dirigente británica.
- El reverendo Arthur Belling (Chapman y Palin) es un vicario de comportamiento excéntrico. Hace un llamamiento a los locos para conducirlos a una locura sana.
- El náufrago (Palin) aparece siempre con una larga barba y ropa descuidada. Hace su aparición en los lugares más extraños y siempre dice "It's..." (‘‘Es...’’)  para ser cortado y dar paso a los títulos de crédito animados de Terry Gilliam.
- El locutor de la BBC (Cleese). Está siempre sentado detrás de un escritorio y vestido con un esmoquin. Su única frase es ‘‘Y ahora algo completamente diferente’’. Con el tiempo la frase se convirtió en lo más conocido del grupo, dando nombre a su primera película 'And now, for something completely different' (1971), que es, de hecho, una recopilación de sketches.
- Los Gumbys (todo el grupo) son unos lerdos vestidos todos de manera idéntica; botas altas, pantalones de tirantes, bigote de cepillo y un pañuelo en la cabeza. Suelen mantener los brazos en posición simiesca y hablando alto y sílaba por sílaba. Son una parodia del típico inglés de clase obrera.
- El caballero con un pollo crudo (Gilliam) que golpea a las personas en la cabeza cuando dicen algo especialmente absurdo.
- El organista desnudo (Gilliam y Jones) aparece en secuencias de pocos segundos.
- La Inquisición española (Palin, Gilliam y Jones) aparece cuando alguien la nombra. Su frase es ‘‘Nadie espera a la Inquisición española’’.

## Desarrollo
Antes del espectáculo, los seis miembros principales del reparto se habían conocido en diversos espectáculos cómicos: Jones y Palin eran miembros de The Oxford Revue, mientras que Chapman, Cleese e Idle eran miembros de Footlights de la Universidad de Cambridge, y durante una gira por Estados Unidos conocieron a Gilliam. Entre 1964 y 1969, los seis trabajaron en distintos programas cómicos de la radio y la televisión británicas, tanto como guionistas como en papeles en pantalla. Los seis empezaron a colaborar en ideas conjuntas, mezclando elementos de sus programas anteriores, para idear la premisa de un nuevo programa de comedia que presentaba una serie de sketches con mínimos elementos comunes, como si se tratara de comedia presentada por una corriente de conciencia. A ello contribuía el uso de las animaciones de Gilliam para facilitar la transición entre los sketches.

## Reparto
Aunque había pocos personajes recurrentes, y los seis miembros del reparto interpretaban papeles muy diversos, cada uno perfeccionaba algunos rasgos de su carácter.

### Chapman
Graham Chapman solía retratar a hombres de carácter recto, de cualquier edad o clase social, con frecuencia figuras de autoridad como oficiales militares, policías o médicos. Sus personajes podían, en cualquier momento, tener un comportamiento "pitonesco" manía y luego volver a su anterior sobriedad. También era hábil en el abuso, que pronunciaba con brusquedad en sketches como "Argument Clinic" y "Flying Lessons". Adoptó un comportamiento digno como principal "hombre aplomado" en los largometrajes de los Python Santo Grial (Rey Arturo) y La vida de Brian (el personaje del título).

### Cleese
John Cleese interpretó figuras de autoridad ridículas. Gilliam afirma que Cleese es el más gracioso de los Python travestido, ya que apenas necesita disfrazarse para parecer hilarante, con su barbilla cuadrada y su contextura de 196 cm (véase el sketch "Mr. and Mrs. Git"). Cleese también interpretó a maníacos intimidantes, como un instructor en el sketch "Autodefensa contra la fruta fresca". Su personaje Mr. Praline, el consumidor malhumorado, aparecía en algunos de los sketches más populares, el más famoso en "Dead Parrot". Una de las actuaciones estelares más recordadas por los fanes de los Python fue "El Ministerio de Paseos Tontos", en el que trabajaba para el departamento gubernamental del mismo nombre. El sketch muestra el físico de Cleese, notablemente alto y de extremidades sueltas, en una variedad de paseos tontos. A pesar de su popularidad, sobre todo entre los fanes estadounidenses, al propio Cleese no le gustó especialmente el sketch, ya que consideraba que muchas de las risas que generaba eran baratas y que no proporcionaba ningún equilibrio con lo que podría haber sido el verdadero punto central satírico. Otra de sus señas de identidad es su forma exagerada de proferir insultos, sobre todo al gritar "¡Cabrón!"
Cleese solía interpretar a extranjeros con acentos ridículos, especialmente franceses, la mayoría de las veces con Palin. A veces esto se extendía al uso de francés o alemán reales (como en "La broma más divertida del mundo", "Sr. Hilter", o "La Marche Futile" al final de "El Ministerio de los Paseos Tontos"), pero aún con un acento muy marcado (o imposible de entender, como por ejemplo el discurso de Hilter).

### Gilliam

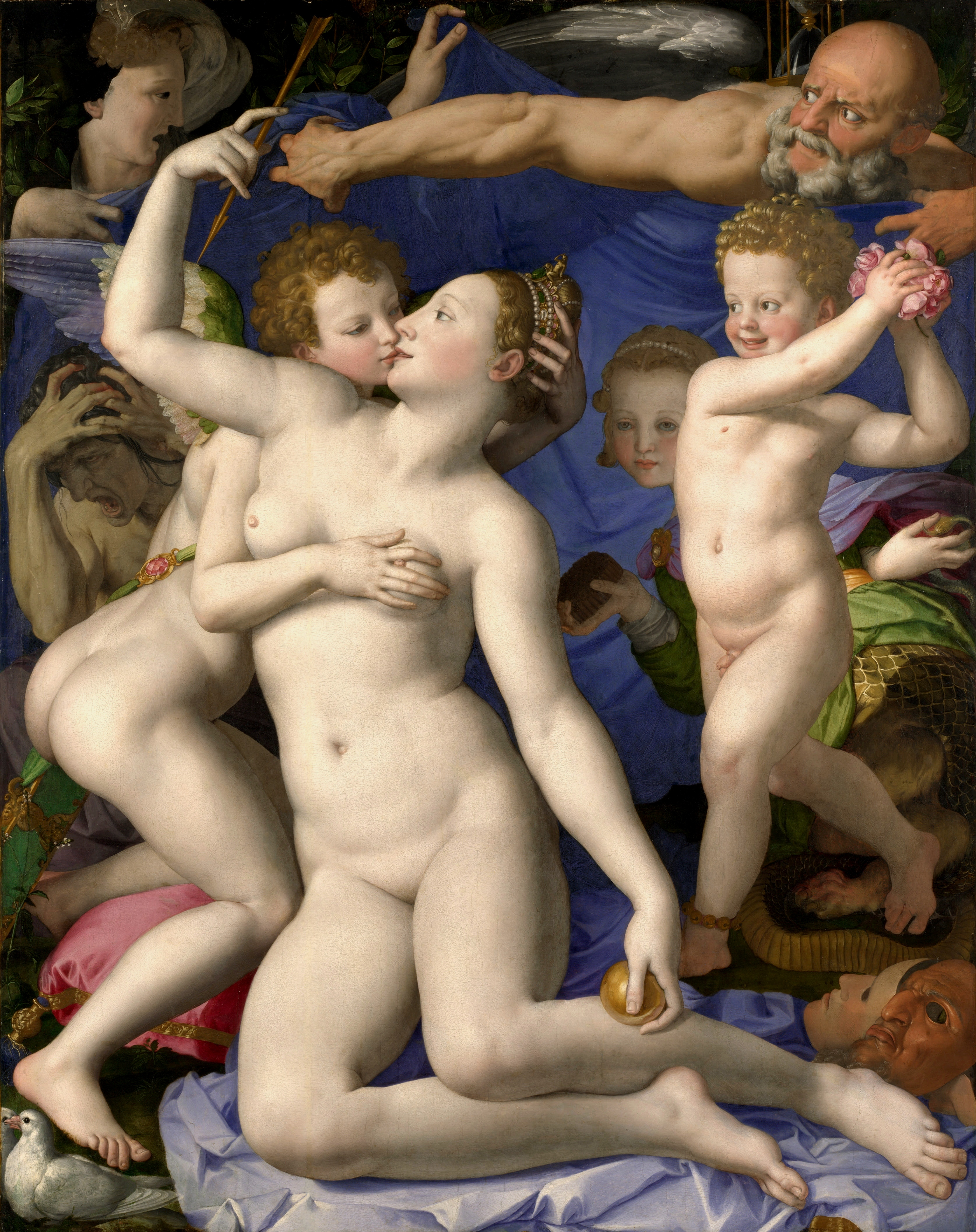
El famoso Pie de Pitón puede verse aquí en su contexto original en la esquina inferior izquierda de Venus, Cupido, Locura y Tiempo de Agnolo Bronzino, en la National Gallery, Londres.

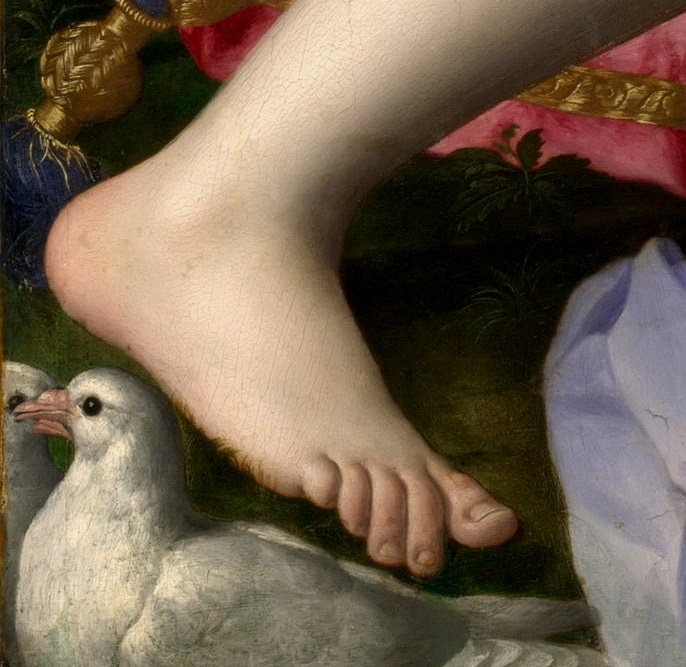
Un primer plano del pie.

Muchos de los sketches de los Python estaban unidos por las animaciones recortadas de Terry Gilliam, incluyendo los títulos de apertura con el icónico pie gigante que se convirtió en un símbolo de todo lo que era "pitonesco". El estilo visual único de Gilliam se caracterizaba por los movimientos repentinos y dramáticos y los desajustes deliberados de escala, ambientado en paisajes surrealistas poblados por grabados de grandes edificios de elaborada arquitectura, grotescos artilugios de la Victoriana, maquinaria y personas recortadas de viejos catálogos de Sears Roebuck. Gilliam añadió ilustraciones de aerógrafo y muchas piezas de arte conocidas. Todos estos elementos se combinaron de forma incongruente para obtener significados nuevos y humorísticos.
La naturaleza surrealista de la serie permitió a la animación de Gilliam salirse por tangentes extrañas e imaginativas, características que eran imposibles de producir en acción real en ese momento. Algunos gags derivados de estas animaciones eran un erizo gigante llamado Spiny Norman que aparecía por encima de los edificios gritando "¡Dinsdale!", petrificando aún más a los paranoicos Piraña de Dinsdale; y El pie de Cupido, el pie gigante que aplastaba cosas de repente. Este último está apropiado de la figura de Cupido en el cuadro de Agnolo Bronzino Venus, Cupido, la locura y el tiempo y apareció en los créditos iniciales.
Secuencias notables de Gilliam para el programa incluyen a Conrad Poohs y sus dientes bailarines, el alboroto de la mancha negra cancerosa, Los coches asesinos y un gato gigante que se abre paso por Londres, destruyendo todo a su paso.
Contratado inicialmente sólo para ser el animador de la serie, Gilliam no fue considerado (ni siquiera por él mismo) como intérprete en pantalla al principio, ya que era estadounidense y no se le daba muy bien el profundo y a veces exagerado acento inglés de sus compañeros. Los demás sentían que le debían algo y por eso a veces aparecía ante la cámara, normalmente en los papeles que nadie más quería interpretar, generalmente porque requerían mucho maquillaje o implicaban trajes incómodos. El más recurrente de ellos era El Caballero que Golpea a la Gente con un Pollo, un caballero con armadura que entraba en el plató y golpeaba a otro personaje en la cabeza con un pollo desplumado, ya fuera para terminar un sketch o cuando decían algo realmente cursi. Otras representaciones de Gilliam en la pantalla fueron:
- Un hombre con un armiño en la cabeza
- El cardenal Fang en "La Inquisición Española"
- Un dandi que sólo lleva una máscara, ropa interior de bikini y una capa, en "Los visitantes"
- Un empleado de hotel en el episodio "The Cycling Tour".
- Un hombre sin pantalones con una peluca multicolor y una cabra con correa que pregunta por la "Sra. Rogers" al comienzo del sketch "La nueva cocina de gas".
- Un joven gordo y terriblemente flatulento, obsesionado con (y cubierto de) frijoles horneados, en el sketch "La familia más horrible de Gran Bretaña".
- Un guardia de seguridad en silla de ruedas, que luce una enorme espada en la cabeza.
- Percy Bysshe Shelley en el episodio "Michael Ellis

Gilliam pronto se distinguió por ser el miembro al que acudían los personajes más obscenamente grotescos. Esto se trasladó a la película del Santo Grial, en la que Gilliam interpretó al paje jorobado del rey Arturo, 'Patsy', y al guardián del puente de la muerte, así como al carcelero 'sordo y loco' de La vida de Brian. También se ha dicho que Terry Jones le pidió que interpretara a Mr. Creosote en El sentido de la vida, pero lo rechazó.

### Idle
Eric Idle es conocido por sus papeles de playboy descarado y sugerente ("Nudge Nudge"), una variedad de presentadores de televisión pretenciosos (como su representación exagerada de Philip Jenkinson en los segmentos que conectan los sketches "Cheese Shop" y "Sam Peckinpah's Salad Days"), un vendedor astuto y escurridizo ("Vendedor de chistes de puerta a puerta", "Vendedor de enciclopedias") y el comerciante al que le encanta regatear en La vida de Brian. Es reconocido como "el maestro del one-liner" por los otros Python, junto con su capacidad de pronunciar extensos monólogos, a veces maníacos, sin apenas respirar, como en "El programa del dinero". También se le considera el mejor cantante y compositor del grupo; por ejemplo, tocó la guitarra en varios sketches y escribió e interpretó "Always Look on the Bright Side of Life" de La vida de Brian. A diferencia de Jones, a menudo interpretaba a los personajes femeninos de forma más directa, alterando sólo ligeramente su voz, en contraposición a los chillidos en falsete que utilizaban los demás. Varias veces, Idle apareció como mujeres de clase alta y de mediana eda], como Rita Fairbanks ("Recreación de la batalla de Pearl Harbor") y la esposa protestante sexualmente reprimida en el sketch "Todo esperma es sagrado", en El sentido de la vida.
Como no pertenecía a una sociedad de escritores ya establecida antes de Python, Idle escribía sus sketches en solitario.

### Jones
Aunque todos los Python interpretaban a mujeres, Terry Jones es reconocida por el resto como "la mejor mujer Rat-Bag del negocio". Su interpretación de un ama de casa de mediana edad era más ruidosa, encogida y desaliñada que la de cualquiera de los otros Python. Ejemplos de ello son el sketch "Dead Bishop", su papel de Mandy, la madre de Brian, en La Vida de Brian, la señora Linda S-C-U-M en "Mr Neutron" y el propietario de la cafetería en "Spam". También fue recurrente en los hombres reservados de clase alta, en "Nudge, Nudge" y el sketch "It's a Man's Life", y en las figuras de autoridad incompetentes (Harry "Snapper" Organs). También interpretó al icónico Organista Desnudo que introdujo toda la tercera serie. Por lo general, se remitía a los demás como intérprete, pero demostró su valía entre bastidores, donde acabaría moviendo la mayoría de los hilos. Jones también interpretó al estanquero en el "sketch de la traducción al húngaro" y al enormemente gordo y vomitador de cubos Mr. Creosote en Sentido de la vida.

### Palin
Michael Palin era considerado por los demás miembros de la compañía como el que tenía el rango más amplio, igualmente adepto como hombre recto o como personaje salvajemente exagerado. Retrató a muchos norteños de clase trabajadora, a menudo retratados en una luz repugnante: "La broma más divertida del mundo" sketch y el segmento "Cada esperma es sagrado" de El sentido de la vida de Monty Python. Por el contrario, Palin también interpretó a hombres de voluntad débil y resignados, como el marido del sketch "Consejero de orientación matrimonial", el aburrido contable del sketch "Consejero de orientación profesional] y el desventurado cliente del sketch "Clínica de argumentos". También se encontraba a gusto como el infatigable Cardenal Ximénez de España en el sketch "La Inquisición Española". Otro personaje de gran energía que Palin representa es el del presentador de un programa de televisión, que chasquea constantemente los labios y se muestra en general demasiado entusiasta. En un sketch, interpreta el papel con un toque subyacente de autorrevulsión, en el que se limpia las palmas de las manos aceitosas en su chaqueta, pone cara de asco y luego continúa. Una de sus creaciones más famosas fue la del tendero que intenta vender productos inútiles mediante intentos muy débiles de ser astuto y taimado, que invariablemente son descubiertos por el cliente (a menudo interpretado por Cleese), como en los sketches "Dead Parrot" y "Cheese Shop". Palin también es conocido por su papel protagonista en "La canción del leñador".
Palin también suele interpretar a extranjeros con acento fuerte, sobre todo franceses ("La marche futile") o alemanes ("Hitler in Minehead"), normalmente junto a Cleese. En uno de los últimos episodios, pronuncia un discurso completo, primero en inglés, luego en francés y después en un alemán muy acentuado.
De todos los Python, Palin es el que menos papeles femeninos ha interpretado. Entre sus interpretaciones de mujeres están la Reina Victoria en el episodio "Michael Ellis", Debbie Katzenberg la americana en Monty Python's The Meaning of Life, la esposa de un idiota rural en el sketch "Idiot in rural society", y una inverosímil ama de casa inglesa que está casada con Jean-Paul Sartre.

## Producción
Los cinco primeros episodios de la serie fueron producidos por John Howard Davies, que actuó como director de estudio e Ian MacNaughton como director de exteriores. A partir del sexto episodio, MacNaughton se convirtió en el productor y único director de la serie. Otros miembros habituales del equipo fueron Hazel Pethig (vestuario), Madelaine Gaffney (maquillaje) y John Horton (diseñador de efectos de vídeo). Maggie Weston, que trabajó tanto en maquillaje como en diseño, se casó con Gilliam en 1973 y siguen juntos. La serie se rodó principalmente en estudios londinenses y en localizaciones cercanas, aunque el rodaje en exteriores para tomar playas y pueblos incluyó filmaciones en Somerset, Norwich y la isla de Jersey.
La preproducción de la serie había comenzado en abril de 1969. Los documentos de la BBC mostraban que la viabilidad de la serie se había visto amenazada por esas fechas, cuando Cleese recordó a la BBC que aún tenía contrato con David Paradine Productions, de David Frost, que quería coproducir la serie. Los memorandos de la BBC indicaban la posibilidad de aplazar el programa hasta 1971, cuando expiraba el contrato de Cleese con Paradine, pero finalmente la situación se resolvió, aunque los detalles de estas negociaciones se han perdido.

## Críticas iniciales
Tras la emisión del primer episodio, los periódicos británicos publicaron breves reseñas del nuevo programa. Los críticos tenían opiniones encontradas. Uno escribió que el programa era «absurdo y frívolo», y que no «ofrecía nada muy nuevo o emocionante». Otro describió el programa como «agradablemente Goonish», diciendo que no todo el material era «brillante», pero que «había suficiente en los 30 minutos para provocar unas cuantas risas». « El columnista del Reading Evening Post se mostró más entusiasmado, calificando el programa de «comedia muy necesaria» y señalando que «las verdaderas risas, para mí, vinieron del alocado trabajo de dibujos animados y fotomontajes».
A medida que avanzaba la serie, las críticas eran más positivas. Tras el tercer episodio, el columnista de televisión de The Guardian describió la serie como «sin duda el punto álgido del fin de semana de muchos espectadores», afirmando que el humor era «más chiflado que satírico». «Una semana más tarde, el crítico del Observer dio a la serie una «fuerte recomendación», afirmando que «el material, a pesar de la tendencia a prolongar una buena idea más allá de su duración natural, es de un alto nivel, pero lo que saca al programa de una honrosa rutina es su extraordinario uso de los dibujos animados». Sin embargo, esta opinión positiva no fue en absoluto unánime. Un crítico del Evening Standard se quejó de que «la semana pasada casi aplastó mi entusiasmo y lealtad para siempre al transmitir una serie de sketches deprimentes que eran poco más que bofetadas obvias».

## Premios y reconocimientos
| Año  | Premio                                      | Categoría                                      | Nominados                                     | Resultado |
| 1970 | BAFTA TV Award                              | Premio Especial                                | Monty Python's Flying Circus                  | Ganador   |
| 1970 | BAFTA TV Award                              | Premio Especial                                | For the production, writing and performances. | Ganador   |
| 1970 | BAFTA TV Award                              | Premio Especial                                | Terry Gilliam                                 | Ganador   |
| 1970 | BAFTA TV Award                              | Premio Especial                                | For the graphics.                             | Ganador   |
| 1970 | BAFTA TV Award                              | Mejor entretenimiento ligero                   | John Howard Davies                            | Nominado  |
| 1970 | BAFTA TV Award                              | Mejor entretenimiento ligero                   | Ian MacNaughton                               | Nominado  |
| 1970 | BAFTA TV Award                              | Mejor Personaje de Entretenimiento Ligero      | John Cleese                                   | Nominado  |
| 1970 | BAFTA TV Award                              | Mejor Guion                                    | Writing Team                                  | Nominado  |
| 1971 | BAFTA TV Award                              | Mejor Interpretación de Entretenimiento Ligero | John Cleese                                   | Nominado  |
| 1971 | BAFTA TV Award                              | Mejor producción de entretenimiento ligero     | Ian MacNaughton                               | Nominado  |
| 1973 | BAFTA TV Award                              | Mejor Interpretación de Entretenimiento Ligero | Monty Python                                  | Nominado  |
| 1973 | BAFTA TV Award                              | Mejor programa de entretenimiento ligero       | Ian MacNaughton                               | Ganador   |
| 1975 | BAFTA TV Award                              | Mejor programa de entretenimiento ligero       | Ian MacNaughton                               | Nominado  |
| 2008 | Online Film & Television Association Awards | Salón de la Fama de la TV de la OFTA           | Monty Python's Flying Circus                  | Ganador   |

Grabado en 1998 como Monty Python Live at Aspen, el grupo recibió el American Film Institute Star Award.
Monty Python's Flying Circus ocupó el quinto lugar en la lista BFI TV 100, elaborada por el British Film Institute en 2000 y votada por profesionales del sector.
En una lista de los 50 mejores sketches británicos publicada por Channel 4 en 2005, cinco sketches de los Monty Python aparecían en la lista:
- 2: "Dead Parrot"
- 12: "The Spanish Inquisition"
- 15: "Ministry of Silly Walks"
- 31: "Nudge Nudge"
- 49: "The Lumberjack Song"

En 2004 y 2007, Monty Python's Flying Circus ocupó los puestos 5 y 6 de la lista TV Guide's Top Cult Shows Ever.
La revista Time incluyó el programa en su lista de 2007 de los «100 mejores programas de televisión de todos los tiempos».
En 2013, el programa ocupó el puesto 58 en la lista de TV Guide de las 60 mejores series de todos los tiempos, mientras que el Writers Guild of America lo incluyó en el puesto 79 -junto con Upstairs, Downstairs, Star Trek: The Next Generation y Alfred Hitchcock Presents- en su lista de las 101 series de televisión mejor escritas.

## Legado
Douglas Adams, creador de La guía del autoestopista galáctico y coguionista del sketch «Abuso del paciente», dijo una vez: «Me encantaba Monty Python's Flying Circus. Durante años quise ser John Cleese, me llevé una gran decepción cuando me enteré de que el puesto estaba ocupado».
Lorne Michaels cuenta el programa como una gran influencia en sus sketches de Saturday Night Live. Cleese y Palin volvieron a representar el sketch "Dead Parrot" en SNL en 1997.
El programa ejerció una gran influencia en el programa danés de culto sketches Casper & Mandrilaftalen (1999) y Cleese protagonizó su episodio número 50.
En informática, el término spam y el nombre del Lenguaje de programación Python derivan ambos de la serie.
Después de esta serie, el grupo Monty Python ha hecho películas y obras teatrales.
En 2013, Gran Bretaña ha elaborado un nuevo examen de ciudadanía, que incluye numerosas cuestiones relativas a la cultura popular, incluyendo preguntas acerca de Shakespeare, Stonehenge o los propios Monty Python.

## Componentes del grupo
- Eric Idle
- Michael Palin
- John Cleese
- Terry Gilliam
- Terry Jones
- Graham Chapman